# División de Honor B de rugby 2010-11
La temporada 2010-11 de la División de Honor B comenzó el 3 de octubre de 2010 y termina el 6 de marzo de 2011. Esta temporada 2010-2011 participan 8 equipos españoles en cada grupo. El calendario, que dura 6 meses, comprenderá un total de 117 partidos, en el que cada equipo se enfrentará a los otros 7 del grupo en una liga a doble vuelta, unos play-off de ascenso a División de Honor que se disputan entre los 2 primeros de cada grupo con partidos a doble vuelta y una final a partido único, y unos play-off de descenso a Primera Nacional que se disputan entre los 2 últimos de cada grupo con partidos a doble vuelta.

## Equipos participantes

### Grupo 1
| Club                        | Ciudad    | Estadio                      |
| Getxo R.T                   | Guecho    | C.D de Fadura                |
| Hernani C.R.E.              | Hernani   | Landare Toki                 |
| Universidade Vigo R.C       | Vigo      | Campus Lagoas-Marcosende     |
| Oviedo R.C                  | Oviedo    | Campo del Naranco            |
| Uribealdea R.T              | Munguía   | Ardanzas                     |
| Durango R.T.                | Durango   | Arripausueta                 |
| Barcelona Universitari Club | Barcelona | Ciudad Deportiva Joan Gamper |
| FC Barcelona                | Barcelona | La Foixarda                  |

### Grupo 2
| Club                   | Ciudad                | Estadio                      |
| C.R Atlético Portuense | Puerto de Santa María | C.D Puerto de Santa María    |
| C.R Liceo Francés      | Madrid                | Ramón Urtubi                 |
| C.R Ponent             | Palma de Mallorca     | Estadio Príncipes de España  |
| Les Abelles R.C        | Valencia              | Campo del Río Turia          |
| CRC Madrid             | Pozuelo de Alarcón    | Valle de las Cañas           |
| C.D Arquitectura       | Madrid                | Estadio Nacional Complutense |
| Helvetia Rugby         | Sevilla               | La Cartuja                   |
| Complutense Cisneros   | Madrid                | Estadio Nacional Complutense |

| Predecesor: DHB 2009-10 | DHB 2010-11 | Sucesor: DHB 2011-12 |